# Памятник Екатерине II (Краснодар)
Памятник Екатерине II — монумент в честь императрицы Екатерины II в Краснодаре. Был открыт в 1907, разрушен большевиками в 1920, восстановлен в 2006 году.

## Композиция
В руках императрицы — скипетр и держава, а сама она изображена мудрой и величавой, одетой в царскую порфиру. Центральную часть постамента занимает текст Жалованной грамоты от 1 (12) июля 1792 года  Слева изображён князь Потёмкин-Таврический на фоне боевых знамён и войсковых знаков. Справа стоят три первых кошевых атамана Черноморского казачьего войска: Антон Головатый, Сидор Белый и Захарий Чепега. На задней стороне памятника изображён слепой кобзарь с поводырём, а также список побед, одержанных Россией при участии кубанских казаков.

## История памятника

Общий вид монумента

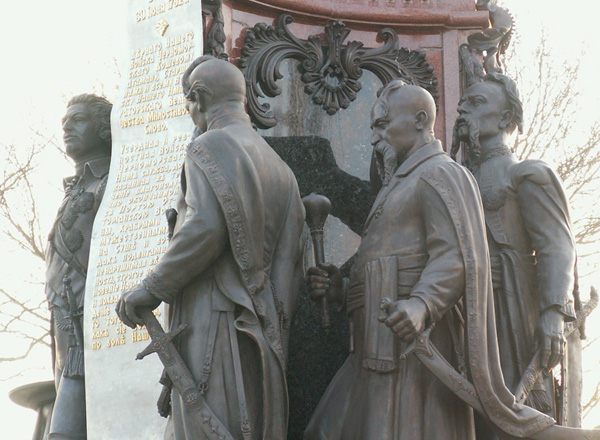
Изображение казацких атаманов

Проект памятника был разработан знаменитым художником и скульптором Михаилом Микешиным в 1895 году к празднованию Кубанским казачьим войском своего 200-летнего юбилея. Скоропостижная кончина не позволила Микешину завершить работу, её продолжателем стал скульптор Борис Эдуардс под непосредственным наблюдением особой войсковой строительной комиссии. Памятник был торжественно заложен осенью 1896 года, а его открытие состоялось лишь 6 мая 1907 года.
В 1920 году памятник был демонтирован большевиками.
В 2006 году был создан новый памятник, членом Союза художников России Александром Аполлоновым, который использовал в своей работе снимки бронзовой модели старого памятника, архивные документы и чертежи. Монумент был отлит в мастерской художественного литья Ростовского государственного университета, архитектурно-скульптурная атрибутика выполнена Краснодарским компрессорным заводом.
В 2011 году в Сочи также открыт памятник Екатерине II, который является уменьшенной копией краснодарского. Памятник был придуман и возведён в честь решения Екатерины II подарить русские земли Кубанскому Казачьему войску за то что они помогали Российской империи в войне[уточнить].

## Технические данные
Высота памятника — 13,81 метров, ширина всего комплекса 16 метров. Фигура Екатерины высотой 4 метра весит 3 тонны. Всего на скульптурную композицию ушло 25 тонн бронзы, 12 тонн чугуна, 250 кг алюминия и 80 грамм сусального золота.

## Расположение
Памятник расположен на главной оси города — улице Красной, в Екатерининском сквере. Напротив памятника находится здание Законодательного собрания Краснодарского края. Справа находится войсковой собор, названный в честь князя Александра Невского, заложенный на войсковые средства в 1853 году и восстановленный, как и памятник Екатерине, в 2006 году.